# Цэгайе Гэбрэ Мэдхын
Цэга́йе Гэ́брэ Мэдхы́н (амх. ጸጋዬ ገብረ መድኅን; 17 августа 1936, село Бода, около Агэрэ-Хыйуот (Амбо), Эфиопская империя — 25 февраля 2006, Манхэттен, Нью-Йорк, США) — эфиопский писатель, государственный и общественный деятель.

## Биография
Родился в бедной скотоводческой семье амхарки и оромо, в младенчестве был крещён. В детстве помогал семье ухаживать за скотом, а также изучал древний язык геэз в деревенской начальной школе. Ещё в младшем школьном возрасте проявил выдающиеся успехи в учёбе и заинтересовался драматургией, ребёнком написав две пьесы. Продолжил обучение в основанной британцами школе Уингейта и в коммерческом училище в Аддис-Абебе, где изучал экономику, затем выиграл стипендию для продолжения обучения в США, где учился в Блэкстоунской высшей юридической школе в Чикаго, изучая там право и экономику, и окончил её в 1959 году. В 1960 году отправился в Европу, где стажировался по экспериментальной драме при театрах «Ройал-Корт» в Лондоне и «Комеди Франсез» в Париже. В 1961 году возвратился в Эфиопию, где основал первый национальный театр в Аддис-Абебе и возглавлял его до 1971 года. Параллельно с этим много путешествовал по Европе и Африке, публиковал литературные произведения (в первую очередь стихотворения) и в 1966 году получил императорскую премию за вклад в развитие амхарской литературы вместе со званием поэта-лауреата.
После эфиопской революции 1974 года пошёл на сотрудничество с новыми властями и в 1975 году непродолжительное время занимал пост заместителя министра культуры и спорта, а затем занялся организацией факультета драмы в Аддис-Абебском университете. В 1984 году написал на английском языке масштабное эссе «Footprints in Time», посвящённое истории Эфиопии с древнейших времён. Был сторонником защиты прав человека и восстановлением разрушенных эфиопских памятников истории, а также требовал от правительства Великобритании возврата древних рукописей, вывезенных из страны в разное время. В последние десятилетия жизни страдал от болезни почек и в 1998 году в связи с невозможностью получать требуемую медицинскую помощь на родине переехал в США, где жил на Манхэттене до своей кончины. Похоронен в Соборе Святой Троицы рядом с императором Хайле Селассие I.
Наиболее известные произведения — пьесы «Теодрос» (об императоре Теодросе II), «Петрос на часе» (о священнослужителе Абуне Петросе, сражавшемся с итальянцами во время Второй итало-абиссинской войны), «Оракул дерева ода» (1965; о тяготах жизни в эфиопской деревне), «Осень» (1965) и другие. Был также широко известен как переводчик: свободно владел английским, французским и немецким языками, переводил на амхарский многие пьесы Шекспира, Мольера, Бертольда Брехта. Свои стихотворения писал как на амхарском, так и на английском языках.